# Діксі Картер
Діксі Вірджинія Картер (англ. Dixie Virginia Carter; 25 травня 1939 — 10 квітня 2010) — американська акторка театру, кіно, телебачення та озвучення, співачка. Дворазова номінантка премії «Еммі».

## Життєпис

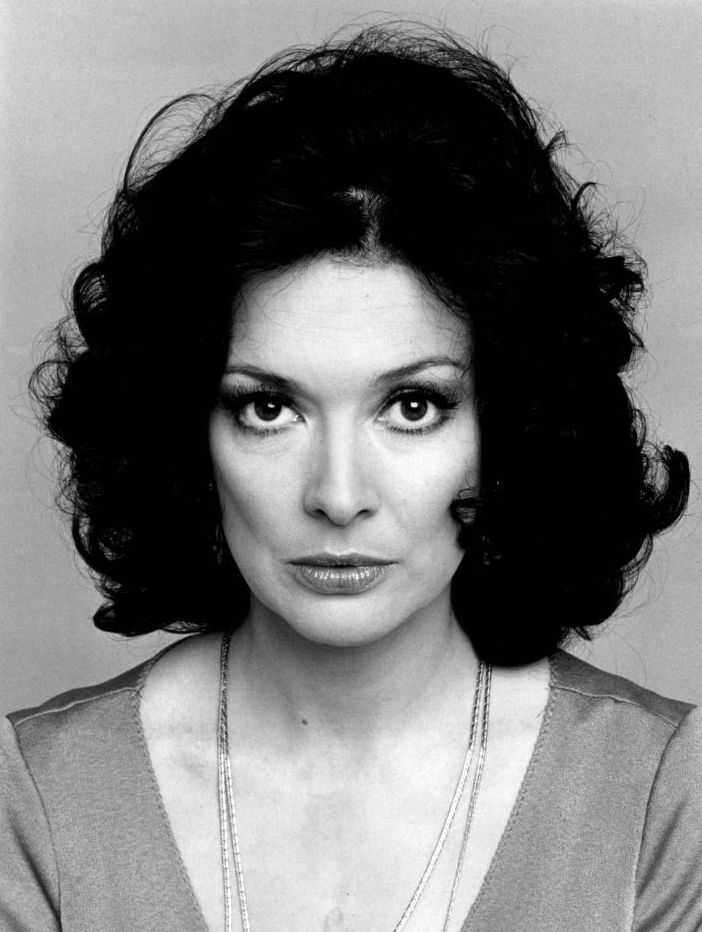
Діксі Картер 1977 року.

Дитинство та юність провела у Мемфісі, вчилася в Університеті Теннессі (Кноксвілл) та Південно-західному коледжі, останнім часом Rhodes College у Мемфісі. Закінчила університет зі ступенем за спеціалізацією «англійська мова». Також здобула освіту за класичним вокалом, вивчала гру на фортепіано, трубі та губній гармоніці.
Діксі Картер мала два невдалих шлюби. З бізнесменом Артуром Картером вона народила двох дочок, Джину і Мері Діксі, чиєму вихованню присвятила вісім років. Коли у 35 років спробувала повернутися на сцену, жоден агент не хотів мати справ з акторкою, що стільки була у декретній відпустці. Другий шлюб — з колегою по Бродвею Джорджем Гирном. 1981 року під час роботи над сценарієм до телефільму «Убити Ренді Вебстера» знайомиться з актором Гелом Голбруком, з яким одружилася. 
2010 року у Діксі Картер діагностували рак матки, від якого вона померла 10 квітня.

## Кар'єра
Як професійна акторка дебютувала 1960 року роллю Джулії Джордан у місцевій постановці «Каруселі» Коула Портера. 1963 переїхала до Нью-Йорку, де виступала у постановці Джозефа Паппа за пізньою п'єсою Шекспіра «Зимова казка». Після чого грала у багатьох бродвейських мюзиклах та п'єсах.
Найбільш помітна роль після рестарту кар'єри — Олівія Брандейс, заступниця окружного прокурора у серіалі «На порозі ночі». Наприкінці 1970-х, переїхала з Нью-Йорка до Лос-Анджелеса, де грала у серіалах «Самі по собі» та «Грім серед ясного неба».
1983 року Картер досягає успіху після виходу телесеріалу «Безсоромно багатий», у якому створює образ Карлотти Бек, гордовитої дружини власника плантації. У 1984—1985 роках отримала головну роль у серіалі «Різні ходи».
Кульмінацією телекар'єри Картер стала роль адвокатки Джулії Шугарбейкер у ситкомі «Створюючи жінку», який ішов на екранах США у 1986—1993 роках. Українській аудиторії Діксі Картер запам'яталася в образі Глорії — матері Орсона Годжа у серіалі «Відчайдушні домогосподарки», за цю роль 2007 року номінувалася на премію «Еммі».

## Фільмографія
| Рік       |    | Українська назва                                  | Оригінальна назва                                       | Роль               |
| --------- | -- | ------------------------------------------------- | ------------------------------------------------------- | ------------------ |
| 2009      | ф  | Це вечірнє сонце                                  | That Evening Sun                                        | Еллен Мічем        |
| 2008      | тф | Наше перше Різдво                                 | Our First Christmas                                     | Іві Бір            |
| 2004      | тф | Седбері                                           | Sudbury                                                 | Седбері            |
| 2006—2007 | с  | Відчайдушні домогосподарки                        | Desperate Housewives                                    | Глорія Годж        |
| 2003      | тф | Затишок та радість                                | Comfort and Joy                                         | Фредеріка          |
| 2005      | с  | Королева екрану                                   | Hope & Faith                                            | Джойс Шановська    |
| 2001      | ф  | Великий день                                      | The Big Day                                             | Керол              |
| 2000      | ф  | Пригоди Санта Клауса                              | The Life & Adventures of Santa Claus                    | Несіль             |
| 2004—2004 | с  | Закон та порядок: Відділ спеціальних розслідувань | Law & Order: Special Victims Unit                       | Деніс Брокмортон   |
| 1999—2002 | с  | Сімейний закон                                    | Family Law                                              | Ренді Кінг         |
| 1999      | ф  | Наші сусіди Ямада                                 | Houhokekyo tonari no Yamada-kun                         | додаткові голоси   |
| 1996      | тф | Зникла в ночі                                     | Gone in the Night                                       | Енн Даулібі        |
| 1995      | тф | Очаровашка                                        | Dazzle                                                  | Ліді Кілкаллен     |
| 1994      | тф | Гравець V                                         | Gambler V: Playing for Keeps                            | Ліллі Лангтрай     |
| 1994      | тф |                                                   | A Perry Mason Mystery: The Case of the Lethal Lifestyle | Луїз Арчер         |
| 1994      | с  | Крісті                                            | Christy                                                 | Джулія Хаддлстон   |
| 1995      | с  | Діагноз: Вбивство                                 | Diagnosis Murder                                        | Патріша Парселл    |
| 1986—1993 | с  | Створюючи жінку                                   | Designing Women                                         | Джулія Шугарбейкер |
| 1986      | с  | божевільний як лис                                | Crazy Like a Fox                                        |                    |
| 1983      | ф  | злетить з котушок                                 | Going Berserk                                           | Енджела            |
| 1982      | с  | Брет Маверик                                      | Bret Maverick                                           | Холлі Маккаллок    |
| 1982      | с  | Найбільший американський герой                    | The Greatest American Hero                              | Саманта О'Нілл     |
| 1981      | тф | Вбити Ренді Вебстера                              | The Killing of Randy Webster                            | Біллі Вебстер      |
| 1980      | тф | На секретній службі її Величності                 | O.H.M.S.                                                | Нора Вінг          |
| 1984—1985 | с  | Різні ходи                                        | Diff'rent Strokes                                       | Меггі Маккинни     |
| 1982      | с  | Лу Грант                                          | Lou Grant                                               | Джессіка Ліндер    |
| 1963      | с  | Доктора                                           | The Doctors                                             | невідома роль      |
| 1956      | с  | На порозі ночі                                    | The Edge of Night                                       | асистент           |